# Аделоспондилы
Аделоспондилы (лат. Adelospondyli) — отряд примитивных четвероногих («земноводных») раннего карбона (визейская — серпуховская эпохи). Систематическое положение неясно, вероятно, относятся к лепоспондилам, сближаются с аистоподами. Иногда включаются в состав микрозавров.

## Описание
В целом эти животные могли напоминать современных амфиум или сиренов. Размеры мелкие — до 30 см; длина черепа известных видов — до 7 см. Тело очень вытянутое (не менее 70 позвонков). Пояса конечностей представлены только дермальными элементами, наличие пояса задних конечностей не доказано. Собственно конечности неизвестны, вероятно, они были маленькими и неокостеневшими. Позвонки гастроцентрические, как у микрозавров и лизорофид. Крышка черепа крайне специализирована, ряд костей редуцирован, присутствует сквамозотабулярный элемент, глаза сдвинуты к концу морды. Есть желобки «боковой линии». Присутствуют окостеневшие массивные жаберные дуги.
Постоянноводные животные, питались беспозвоночными, возможно, фильтровали добычу через мелкие зубы.

## Классификация
Семейство Adelogyrinidae включает четыре рода и вида:
- Аделогирин (Adelogyrinus simnorhynchus) — типовой род семейства, описан Д. М. Уотсоном в 1926 году из визея Шотландии. Мелкое животное, длина черепа до 5 см. Примечательный признак — теменное отверстие имеет вид длинной щели (близкой по длине к глазницам)[2].
- Долихопарейас (Dolichopareias disjectus) — также описан Уотсоном из визея Шотландии. Длина черепа 3 см.
- Аделоспондил (Adelospondylus watsoni) — описан Робертом Кэрроллом в 1967 году, также из визейских отложений Шотландии. Длина черепа до 5 см, общая длина больше 50 см. Наиболее хорошо известен из всей группы.
- Палеомолгофис (Palaeomolgophis scoticus) — описан М. и Дж. Броу (Brough) в 1967 году. Известен в основном посткраниальный скелет и часть крыши черепа. Длина черепа около 2 см, общая длина — не более 25 см. Также происходит из визея Шотландии.

Семейство Archerontiscidae установлено для одного вида (не исключено, что это молодая особь какого-то аделогиринида):
- Ахеронтиск (Acherontiscus caledoniae), описанный Р. Кэрроллом в 1969 году по одному экземпляру из ранних слоев серпуховской эпохи Шотландии. Точный возраст и местонахождение, из которого он происходит, неизвестны, образец обнаружен в музейной коллекции. Это очень мелкое (полная длина — 15 см, длина черепа — 16 мм) длиннотелое животное с плохо различимыми конечностями. Его позвонки образованы двумя почти одинаковыми цилиндрами, напоминающими плевроцентры и гипоцентры эмболомеров[4][5][6].

Аделоспондилы интересны как самые древние лепоспондилы, их существование указывает на широкое разнообразие мелких «амфибий» уже в начале карбона.